# Antonio da Cannara
Antonio da Cannara, o Antonio Bencioli, latinizzato come Antonius de Canaro, de Canario, de Cannaro, de Cannario (Cannara, seconda metà del XIV secolo – Recanati, 1451), è stato un giurista italiano del XV secolo.

## Biografia

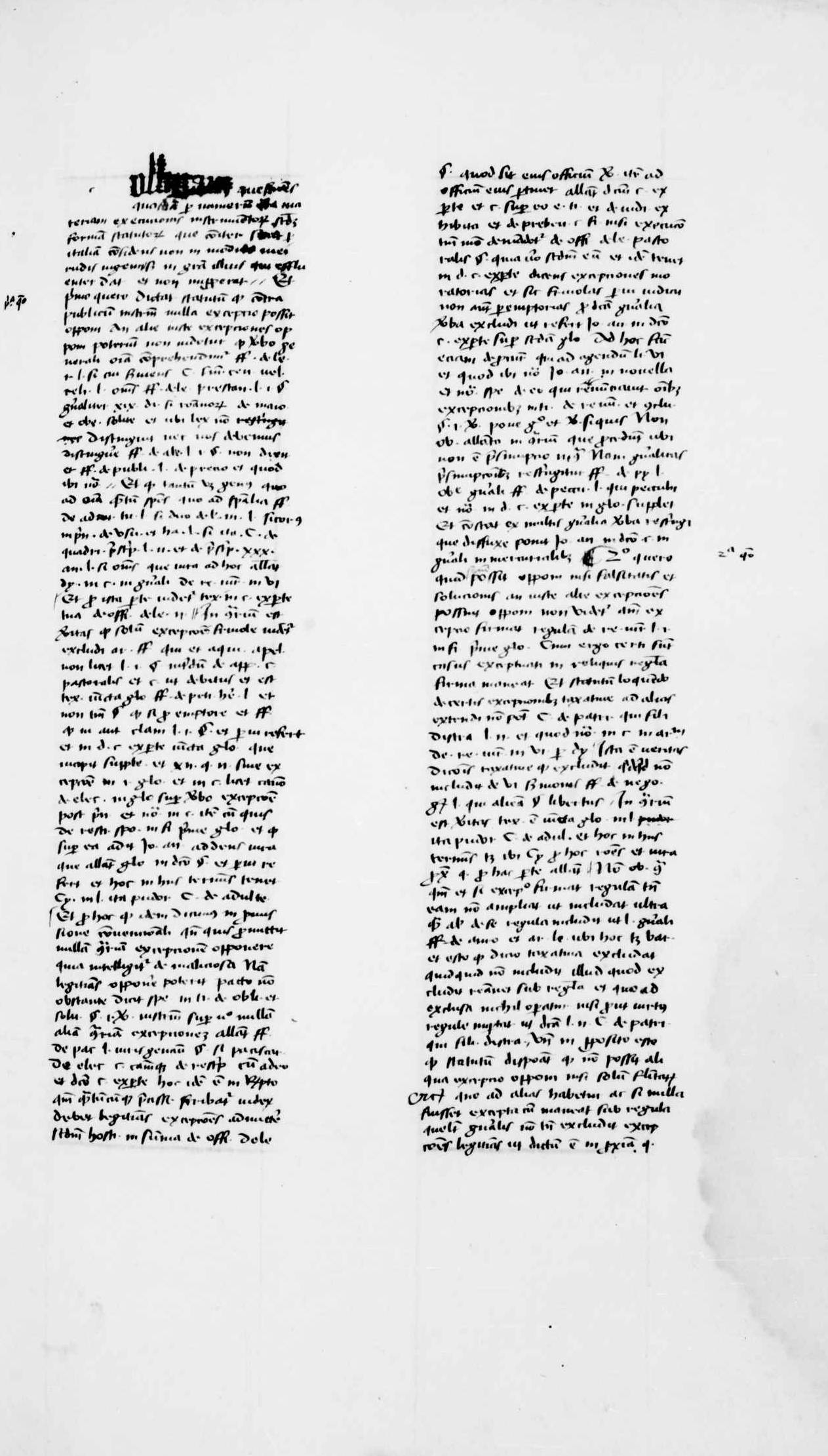
Consilia in causa belli Francisci Sforza in Marchia, manoscritto, XV secolo.

Nacque nella seconda metà del Trecento a Cannara in Umbria.
Si laureò molto probabilmente in diritto civile a Bologna il 2 settembre 1398.
Svolse vari incarichi per la signoria di Francesco Sforza e fu tra i più autorevoli cittadini di Recanati nella prima metà del XV secolo, divenendo molto noto in tutta la regione.
Morì nel 1451 a Recanati e qui fu sepolto nella chiesa di San Francesco.

## Opere
- (LA) De insinuationibus, Pescia, 1486.
- (LA) De excusatore, Pescia, 1489.

### Manoscritti
- Consilia, XV secolo, Città del Vaticano, Biblioteca Apostolica Vaticana, Fondo Ottoboniano latino, Ottob. lat. 1727.
- Consilia in causa belli Francisci Sforza in Marchia, XV secolo, Lyon, Bibliothèque municipale, Manuscrits, Ms 384,  ff. 217-226.
- Tractatus de executione instrumentorum, XV secolo, Firenze, Biblioteca Marucelliana, Fondo manoscritti, C 393.
  -  Tractatus de executione instrumentorum, XV secolo, Città del Vaticano, Biblioteca Apostolica Vaticana, Fondo Vaticano latino, Vat. lat. 8068.